# ASP.NET
ASP.NET là một nền tảng ứng dụng web (web application framework) được phát triển và cung cấp bởi Microsoft, cho phép những người lập trình tạo ra những trang web động, những ứng dụng web và những dịch vụ web. Lần đầu tiên được đưa ra thị trường vào tháng 1 năm 2002 cùng với phiên bản 1.0 của.NET framework, là công nghệ nối tiếp của Microsoft's Active Server Pages(ASP). ASP.NET được biên dịch dưới dạng Common Language Runtime (CLR), cho phép những người lập trình viết mã ASP.NET với bất kỳ ngôn ngữ nào được hỗ trợ bởi.NET language.

## Lịch sử
Sau khi phát hành phiên bản Internet Information Service 4.0 vào năm 1997, hãng Microsoft bắt đầu nghiên cứu một mô hình ứng dụng web để giải quyết những bất tiện của ASP, đặc biệt là việc tách riêng biệt phần thể hiện và phần nội dung cũng như cách viết mã rõ ràng hơn. Mark Anders, quản lý của nhóm IIS và Scott Guthrie, gia nhập Microsoft vào năm 1997 sau khi tốt nghiệp Đại học Duke, được giao nhiệm vụ định hình mô hình cần phát triển. Những thiết kế ban đầu được thực hiện trong vòng 2 tháng bởi Anders và Guthrie, Guthrie đã viết mã prototype đầu tiên trong khoảng thời gian nghỉ lễ Giáng sinh năm 1997.

## Đặc tính

### Trang aspx
Những trang ASP.NET, được biết đến như những web form, là khối chính trong phát triển ứng dụng. Những web form được chứa trong những file có phần mở rộng ASPX; những nhà phát triển có thể đặt nội dung tĩnh hoặc động vào trang aspx dưới dạng server-side Web Control và User Control. Ngoài ra, có thể viết mã bằng cách chèn <% -- mã cần viết -- %> vào trang web giống như những công nghệ phát triển web khác PHP, JSP và ASP, nhưng những công nghệ nào không hỗ trợ data binding khi nó phát sinh nội dung trang web.
Ví dụ sau sử dụng mã "inline", một dạng ngược lại với code behind.
```
<%
@
 
Page
 
Language
=
"C#"
 
%>

<!
DOCTYPE
 
html
 
PUBLIC
 
"-//W3C//DTD XHTML 1.0 Transitional//EN"

"http://www.w3.org/TR/xhtml1/DTD/xhtml1-transitional.dtd"
>

<
script
 
runat
=
"server"
 
style
=
"font-size:1.2em;"
>

    
protected
 
void
 
Page_Load
(
object
 
sender
,
 
EventArgs
 
e
)

    
{

        
Label1
.
Text
 
=
 
DateTime
.
Now
.
ToLongDateString
();

    
}

</
script
>

<
html
 
xmlns
=
"http://www.w3.org/1999/xhtml"
>

<
head
 
runat
=
"server"
>

    
<
title
>
Sample
 
page
</
title
>

</
head
>

<
body
>

    
<
form
 
id
=
"form1"
 
runat
=
"server"
>

    
<
div
>

        
The
 
current
 
time
 
is
:
 
<
asp
:
Label
 
runat
=
"server"
 
id
=
"Label1"
 
/>

    
</
div
>

    
</
form
>

</
body
>

</
html
>

```

### Mô hình Code-behind
Mô hình code-behind được giới thiệu bởi Microsoft, đưa ra cách viết mã linh động bằng cách để những mã lập trình trong một tập tin riêng eCodeBehind:
```
System
.
Web
.
UI
.
Page

	
{

		
protected
 
override
 
void
 
Page_Load
(
EventArgs
 
e
)

		
{

			
base
.
OnLoad
(
e
);

		
}

	
}

}

```

Trong trường hợp này, phương thức Page_Load() được thực thi mỗi lần trang ASPX được request. Người lập trình có thể viết mã xử lý trong phương thức này.